# Linda Nochlin
Linda Nochlin-Weinberg (New York, 30 januari 1931 - 29 oktober 2017) was een Amerikaanse kunsthistorica en schrijfster. Daarbij was zij als 'Lila Acheson Wallace Professor Emerita van Moderne Kunst' verbonden aan het New York University Institute of Fine Arts.  Zij was een prominente feministische kunsthistorica en werd bekend om haar baanbrekende artikel uit 1971 "Why Have There Been No Great Women Artists?".

## Vroege leven en opleiding
Linda Natalie Weinberg werd geboren als dochter van Jules Weinberg en Elka Heller in het New Yorkse stadsdeel Brooklyn en groeide op in de wijk Crown Heights. Hier  zij studeerde zij aan de Brooklyn Ethical Cultural School, een als progressief bekend staand gymnasium. Ze behaalde in 1951 haar BA in filosofie aan het Vassar College, in 1952 haar MA in Engels aan de Columbia-universiteit en in 1963 haar doctoraat in de kunstgeschiedenis aan het Institute of Fine Arts aan de New York-universiteit.

## Academische carrière
Na te hebben gewerkt op de afdelingen kunstgeschiedenis aan de Yale-universiteit, het Graduate Center van de City University of New York (met Rosalind Krauss ) en het Vassar College, nam Nochlin een functie aan bij het Institute of Fine Arts. Bij dit laatste instituut gaf ze les tot ze in 2013 met pensioen ging. In 2000 verscheen het boek 'Self and History: A Tribute to Linda Nochlin', een bloemlezing van essays waarin thema's werden ontwikkeld waaraan Nochlin tijdens haar carrière werkte.
Haar kritische aandacht richtte zich op het onderzoeken van de manieren waarop gender het creëren en het begrip van kunst beïnvloedt, zoals blijkt uit haar essay uit 1994 'Issues of Gender in Cassatt and Eakins'. Naast het onderzoek op het gebied van feministische kunstgeschiedenis was ze vooral bekend om haar studie naar Realisme, met name naar Gustave Courbet.
Ter aanvulling op haar carrière als academicus was ze lid van de Art Advisory Council van de International Foundation for Art Research.
Nochlin was co-curator van een aantal historische tentoonstellingen (1976 en 2007) over de geschiedenis en prestaties van vrouwelijke kunstenaars.
- 2007 — "Global Feminisms" in het Brooklyn Museum .
- 1976 — "Women Artists: 1550-1950" (met Ann Sutherland Harris) in het Los Angeles County Museum of Art .

### Feministische kunstgeschiedenis
In 1971 publiceerde ARTnews  Nochlins essay 'Waarom zijn er geen Grote Vrouwelijke Kunstenaars geweest?' Hierin onderzocht ze ingebedde aannames in de vraag van de titel. Ze overwoog de aard van kunst samen met de redenen waarom het idee van artistiek genie is gereserveerd voor mannelijke genieën zoals bijvoorbeeld Michelangelo. Nochlin betoogde dat onder andere belangrijke maatschappelijke barrières vrouwen hebben belet kunst na te streven. Daarenboven waren er grote beperkingen bij kunstopleidingen voor vrouwen op kunstacademies. In wezen draaide de kunstwereld om 'de hele romantische, elitaire, individu verheerlijkende en monografie producerende onderbouwing waarop het beroep van de kunstgeschiedenis is gebaseerd'.
Het dertigjarige jubileum van het baanbrekende onderzoek van Nochlin was de aanleiding voor een conferentie op de Princeton-universiteit in 2001. Het boek dat aan de conferentie is gekoppeld, 'Vrouwelijke kunstenaars in het Millennium', bevat het essay van Nochlin, 'Waarom zijn er geen Grote vrouwelijke Kunstenaars geweest?  Tijdens de conferentie en in het boek spraken kunsthistorici over het innovatieve werk van voorbeeldfiguren als, Louise Bourgeois, Eva Hesse, Francesca Woodman, Carrie Mae Weems en Mona Hatoum, in het licht van de erfenis van dertig jaar feministische kunstgeschiedenis.
In haar essay uit 1994 'Beginnend met Scratch: The Beginnings of Feminist Art History' dacht Nochlin na over haar ontwaken als feministe en de impact ervan op haar studie en onderwijs: 'In 1969 vonden er drie belangrijke gebeurtenissen in mijn leven plaats: ik kreeg een kind, ik werd feministe en ik organiseerde het eerste college 'Vrouwen en Kunst' aan het Vassar College.
Nochlin deconstrueerde de kunstgeschiedenis door methodologische vooronderstellingen te identificeren en te problematiseren. Ze was een pleitbezorger voor 'kunsthistorici die het werk voor hun ogen onderzoeken, terwijl ze zich concentreren op het onderwerp en zich daar bij laten leiden door 'a sensitivity to its feminist spirit'.

#### Oriëntalisme

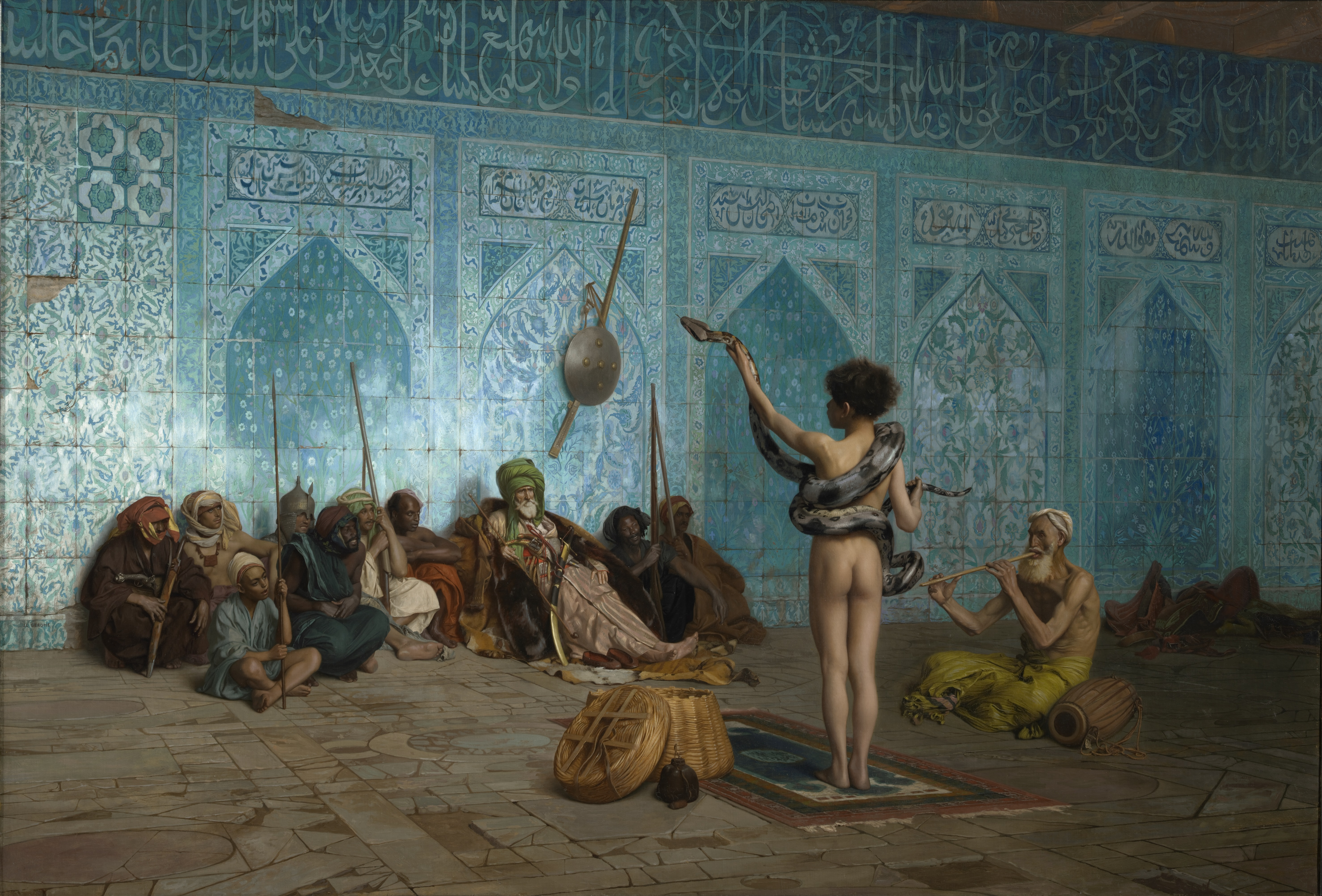
The Snake Charmer

In navolging van het invloedrijke boek van Oriëntalisme van Edward Said uit 1978, was Nochlin een van de eerste kunsthistorici die theorieën over het oriëntalisme toepaste op de studie van de kunstgeschiedenis, met name in haar artikel uit 1983, 'The Imaginary Orient'. Haar belangrijkste bewering was dat het oriëntalisme moet worden gezien vanuit het standpunt van 'de specifieke machtsstructuur waarin deze werken zijn ontstaan', in dit geval het Franse kolonialisme van de 19e eeuw. Nochlin richtte zich voornamelijk op de 19e-eeuwse Franse kunstenaars Jean-Leon Gérôme en Eugène Delacroix, die beide oriëntalistische thema's in hun werk afbeeldden, waaronder respectievelijk The Snake Charmer en The Death of Sardanapalus . In "The Snake Charmer" van Gérôme uit de late jaren 1860 beschreef Nochlin hoe Gérôme een gevoel van waarachtigheid creëerde, niet alleen in zijn weergave van de scène met zo'n realistische precisie dat je bijna vergeet dat een schilder het schilderde, maar in het vastleggen van de kleinste details, zoals zorgvuldig beschilderde tegels. Als gevolg hiervan lijkt het schilderij 'documentair bewijs' te zijn van het leven aan het Ottomaanse hof, terwijl het volgens Nochlin in feite een westerse mannelijke visie is op een voor hen mysterieuze wereld. In 'The Death of Sardanapalus' van Delacroix uit 1827 argumenteerde Nochlin dat de kunstenaar het oriëntalisme gebruikte om openlijke erotische en gewelddadige thema's te onderzoeken die misschien niet noodzakelijkerwijs de culturele hegemonie van Frankrijk weerspiegelen, maar eerder het chauvinisme en de misogynie van de Franse samenleving van de vroege 19e eeuw.

## Privéleven
Nochlin trouwde tweemaal, de eerste keer in 1953 met Philip H. Nochlin, een universitair docent filosofie aan Vassar, die zeven jaar na hun huwelijk stierf. In 1968 trouwde ze opnieuw, nu met Richard Pommer, een architectuurhistoricus. Nochlin kreeg twee dochters.
Linda Nochlin stierf op 29 oktober 2017 op 86-jarige leeftijd .

## Prijzen en onderscheidingen
- 1967: Arthur Kingsley Porter Prize voor het best gepubliceerde artikel in The Art Bulletin
- 1978: Frank Jewett Mather Prize for Kriitsch Schrijven, The College Art Association
- 1977: Vrouw van het Jaar, tijdschrift Mademoiselle
- 1984-1985: Guggenheim Fellowship
- 1985: Fellow, Institute for Advanced Study
- 2003: Eredoctoraat, Harvard University
- 2006: Visionaire Vrouwen Award, Moore College of Art &amp; Design[19]
- Fellow, American Academy of Arts and Sciences
- Fellow, New York University's Institute for the Humanities
- Fellow, American Philosophical Society

## Geselecteerde publicaties
De gepubliceerde geschriften van Nochlin omvatten 156 werken in 280 publicaties in 12 talen en 20.393 bibliotheken.
- Nochlin, Linda (2015). Women Artists: The Linda Nochlin Reader. Thames & Hudson, New York. ISBN 9780500239292.  Nochlin, Linda (2015). Women Artists: The Linda Nochlin Reader. Thames & Hudson, New York. ISBN 9780500239292.  Nochlin, Linda (2015). Women Artists: The Linda Nochlin Reader. Thames & Hudson, New York. ISBN 9780500239292.
- Nochlin, Linda (2007). Courbet, 1. publ.. Thames & Hudson, New York. ISBN 978-0500286760.  Nochlin, Linda (2007). Courbet, 1. publ.. Thames & Hudson, New York. ISBN 978-0500286760.  Nochlin, Linda (2007). Courbet, 1. publ.. Thames & Hudson, New York. ISBN 978-0500286760.
- Nochlin, Linda (2006). Bathers, bodies, beauty : the visceral eye. Harvard University Press, Cambridge, MA.. ISBN 0674021169.  Nochlin, Linda (2006). Bathers, bodies, beauty : the visceral eye. Harvard University Press, Cambridge, MA.. ISBN 0674021169.  Nochlin, Linda (2006). Bathers, bodies, beauty : the visceral eye. Harvard University Press, Cambridge, MA.. ISBN 0674021169.
- Nochlin, Linda. "'Waarom zijn er geen geweldige vrouwelijke artiesten geweest?' Dertig jaar later. " Vrouwelijke kunstenaars in het Millennium,. Ed. Carol Armstrong en Catherine de Zegher. Cambridge, MA: MIT Press, 2006. ISBN 978-0-262-01226-3; OCLC 223446291
- Nochlin, Linda (2001). The body in pieces: the fragment as a metaphor of modernity. Thames & Hudson, Londen. ISBN 0500283052.  Nochlin, Linda (2001). The body in pieces: the fragment as a metaphor of modernity. Thames & Hudson, Londen. ISBN 0500283052.  Nochlin, Linda (2001). The body in pieces: the fragment as a metaphor of modernity. Thames & Hudson, Londen. ISBN 0500283052.
- Nochlin, Linda (1999). Representing women. Thames & Hudson, Londen. ISBN 0500280983.  Nochlin, Linda (1999). Representing women. Thames & Hudson, Londen. ISBN 0500280983.  Nochlin, Linda (1999). Representing women. Thames & Hudson, Londen. ISBN 0500280983.
- Nochlin, Linda. "Genderkwesties in Cassatt en Eakins." Negentiende-eeuwse kunst: een kritische geschiedenis,. Ed. Thomas Crow, Brian Lukacher, Linda Nochlin en Frances K. Pohl. Londen: Thames & Hudson, 2007. ISBN 978-0-500-28683-8; ISBN 0-500-28683-3; OCLC 137221626
- Nochlin, Linda (1991). The politics of vision: essays on nineteenth-century art and society, 2. [print.].. Harper & Row, New York. ISBN 0064301877.  Nochlin, Linda (1991). The politics of vision: essays on nineteenth-century art and society, 2. [print.].. Harper & Row, New York. ISBN 0064301877.  Nochlin, Linda (1991). The politics of vision: essays on nineteenth-century art and society, 2. [print.].. Harper & Row, New York. ISBN 0064301877.
- Nochlin, Linda (1988). Women, art, and power, and other essays.. HarperCollins, New York. ISBN 0064301834.  Nochlin, Linda (1988). Women, art, and power, and other essays.. HarperCollins, New York. ISBN 0064301834.  Nochlin, Linda (1988). Women, art, and power, and other essays.. HarperCollins, New York. ISBN 0064301834.
- Nochlin, Linda. "Waarom zijn er geen geweldige vrouwelijke artiesten geweest?" ARTnews januari 1971: 22-39, 67-71.
- Nochlin, Linda. "Realisme." New York: Penguin Books, 1971. Bibliotheek van congres 71-149557.